# Phacelia pallida
Phacelia pallida är en strävbladig växtart som beskrevs av Ivan Murray Johnston. Phacelia pallida ingår i Faceliasläktet som ingår i familjen strävbladiga växter. Inga underarter finns listade i Catalogue of Life.